# Meroctena dichochrosialis
Meroctena dichochrosialis là một loài bướm đêm trong họ Crambidae.